# Eishockey-Weltmeisterschaft der Junioren 1985
Die Eishockey-Weltmeisterschaft der Junioren 1985 war die neunte Austragung der Weltmeisterschaft in der Altersklasse der Unter-20-Jährigen (U20) durch die Internationale Eishockey-Föderation IIHF. Kanada wurde zum zweiten Mal nach 1982 Junioren-Weltmeister.
Die A-Weltmeisterschaft fand vom 23. Dezember 1984 bis zum 1. Januar 1985 in den finnischen Städten Vantaa, Helsinki und Turku statt. Die B-Weltmeisterschaft wurde vom 15. bis 24. März 1985 ausgespielt. Erstmals fand ein Turnier der Junioren-WM in Asien statt, in Sapporo in Japan. Die C-Gruppe vom wurde vom 22. bis 27. Februar 1985 in Belgien gespielt. Insgesamt nahmen 21 Länder den drei Turnieren teil.

## Weltmeisterschaft
Die Weltmeisterschaft fand in den finnischen Städten Vantaa, Helsinki und Turku statt. Junioren-Weltmeister wurde das Team Kanadas. Das Team aus Polen stieg ab und wurde durch Aufsteiger Schweiz ersetzt.

### Modus
Zugelassen waren Spieler unter 20 Jahren (U-20). Es nahmen acht Mannschaften teil, die in einer gemeinsamen Gruppe je einmal gegen jeden Gruppengegner antraten. Weltmeister wurde der Gruppensieger. Der Letzte stieg in die B-Weltmeisterschaft ab.

### Spiele und Abschlusstabelle
| Pl. |                  | Kanada | Tschechoslowakei | Sowjetunion | Schweden | Finnland | Vereinigte Staaten | Deutschland BR | Polen | Sp | S | U | N | Tore  | Punkte |
| --- | ---------------- | ------ | ---------------- | ----------- | -------- | -------- | ------------------ | -------------- | ----- | -- | - | - | - | ----- | ------ |
| 1.  | Kanada           |        | 2:2              | 5:0         | 4:4      | 8:2      | 7:5                | 6:0            | 12:1  | 7  | 5 | 2 | 0 | 44:14 | 12: 2  |
| 2.  | Tschechoslowakei | 2:2    |                  | 3:1         | 1:1      | 4:3      | 9:1                | 7:3            | 6:2   | 7  | 5 | 2 | 0 | 38:17 | 12: 2  |
| 3.  | UdSSR            | 0:5    | 1:3              |             | 6:5      | 5:1      | 4:2                | 12:1           | 10:0  | 7  | 5 | 0 | 2 | 38:17 | 10: 4  |
| 4.  | Finnland         | 4:4    | 1:1              | 5:6         |          | 5:3      | 7:4                | 9:0            | 11:2  | 7  | 4 | 2 | 1 | 42:20 | 10: 4  |
| 5.  | Schweden         | 2:8    | 3:4              | 1:5         | 3:5      |          | 7:3                | 5:1            | 11:0  | 7  | 3 | 0 | 4 | 32:26 | 06: 8  |
| 6.  | USA              | 5:7    | 1:9              | 2:4         | 4:7      | 3:7      |                    | 2:1            | 6:2   | 7  | 2 | 0 | 5 | 23:37 | 04:10  |
| 7.  | BR Deutschland   | 0:6    | 3:7              | 1:12        | 0:9      | 1:5      | 1:2                |                | 3:3   | 7  | 0 | 1 | 6 | 09:44 | 01:13  |
| 8.  | Polen            | 1:12   | 2:6              | 0:10        | 2:11     | 0:11     | 2:6                | 3:3            |       | 7  | 0 | 1 | 6 | 10:59 | 01:13  |

### Beste Scorer
Abkürzungen: Sp = Spiele, T = Tore, V = Assists, Pkt = Punkte, SM = Strafminuten; Fett: Turnierbestwert
| Spieler           | Mannschaft       | Sp | T  | V  | Pkt | SM |
| ----------------- | ---------------- | -- | -- | -- | --- | -- |
| Esa Keskinen      | Finnland         | 7  | 6  | 14 | 20  | 2  |
| Esa Tikkanen      | Finnland         | 7  | 7  | 12 | 19  | 10 |
| Brian Bradley     | Kanada           | 7  | 9  | 5  | 14  | 2  |
| Peter Andersson   | Schweden         | 7  | 4  | 10 | 14  | 20 |
| Mikko Mäkelä      | Finnland         | 7  | 11 | 2  | 13  | 6  |
| Michal Pivoňka    | Tschechoslowakei | 7  | 9  | 4  | 13  | 14 |
| Adam Creighton    | Kanada           | 7  | 8  | 4  | 12  | 4  |
| Sergei Nowosjolow | UdSSR            | 7  | 3  | 9  | 12  | 18 |
| Alexander Semak   | UdSSR            | 7  | 7  | 4  | 11  | 12 |
| Rawil Chaidarow   | UdSSR            | 7  | 6  | 3  | 9   | 8  |

### Titel, Auf- und Abstieg
| Weltmeister Kanada | Bob Bassen, Yves Beaudoin, Brad Berry, Jeff Beukeboom, Craig Billington, Brian Bradley, Wendel Clark, Shayne Corson, Adam Creighton, Bobby Dollas, Norm Foster, Dan Hodgson, Dan Gratton, Jeff Jackson, Greg Johnston, Claude Lemieux, John Miner, Selmar Odelein, Stéphane Richer, Jim Sandlak Trainer: Terry Simpson |

| Silber Tschechoslowakei | Aleš Flašar, Leo Gudas, Eduard Hartmann, Dominik Hašek, Stanislav Hořanský, Marián Horváth, Drahomír Kadlec, Tomáš Kapusta, Kamil Kašťák, Robert Kron, Jiří Kučera, Vojtěch Kučera, Jiří Látal, Ladislav Lubina, Tomáš Mareš, Stanislav Medŕík, Michal Pivoňka, Petr Prajzler, Jaroslav Ševčík, Michal Tomek Trainerstab: František Pospíšil, Július Černický |

| Bronze UdSSR | Jewgeni Beloscheikin, Oleg Bratasch, Rawil Chaidarow, Anatoli Fedotow, Alexei Grischtschenko, Wladimir Jelowikow, Waleri Kamenski, Igor Krawtschuk, Juri Lynow, Igor Nikitin, Sergei Nowosjolow, Andrei Popugajew, Oleg Posmetjew, Igor Rasko, Alexander Semak, Sergei Swerschow, Michail Tatarinow, Pawel Torgajew, Alexander Tschornych, Andrei Wachruschew Trainerstab: Wladimir Kisseljow, Anatoli Bogdanow |

| Absteiger:  | Polen   |
| Aufsteiger: | Schweiz |

### Auszeichnungen
Spielertrophäen
| Auszeichnung       | Spieler          | Team             |
| ------------------ | ---------------- | ---------------- |
| Bester Torhüter    | Craig Billington | Kanada           |
| Bester Verteidiger | Vesa Salo        | Finnland         |
| Bester Stürmer     | Michal Pivoňka   | Tschechoslowakei |

All-Star-Team
| Angriff:      | Esa Tikkanen – Michal Pivoňka – Mikko Mäkelä |
| Verteidigung: | Bobby Dollas – Michail Tatarinow             |
| Tor:          | Timo Lehkonen                                |

## B-Weltmeisterschaft
in Sapporo, Japan

### Spiele und Abschlusstabelle
| Team           | SUI  | NED  | JPN  | AUT  | NOR | ITA | ROM | FRA  | Tore  | Punkte |
| -------------- | ---- | ---- | ---- | ---- | --- | --- | --- | ---- | ----- | ------ |
| 1. Schweiz     |      | 5:4  | 5:3  | 20:7 | 6:1 | 7:1 | 8:6 | 7:0  | 58:22 | 14:0   |
| 2. Niederlande | 4:5  |      | 4:4  | 8:1  | 5:1 | 7:1 | 7:1 | 12:1 | 47:14 | 11:3   |
| 3. Japan       | 3:5  | 4:4  |      | 10:3 | 3:1 | 5:2 | 3:5 | 6:3  | 34:23 | 09:5   |
| 4. Österreich  | 7:20 | 1:8  | 3:10 |      | 5:5 | 3:2 | 7:6 | 4:2  | 30:53 | 06:8   |
| 5. Norwegen    | 1:6  | 1:5  | 1:3  | 5:5  |     | 1:2 | 7:1 | 7:6  | 23:28 | 05:9   |
| 6. Italien     | 1:7  | 1:7  | 2:5  | 2:3  | 2:1 |     | 5:3 | 1:2  | 14:28 | 04:10  |
| 7. Rumänien    | 6:8  | 1:7  | 5:3  | 6:7  | 1:7 | 5:3 |     | 5:5  | 27:42 | 03:11  |
| 8. Frankreich  | 0:7  | 1:12 | 3:6  | 2:4  | 6:7 | 2:1 | 5:5 |      | 19:42 | 03:11  |

### Auf- und Absteiger
| Aufsteiger in die A-Gruppe: | Schweiz    |
| Absteiger aus der A-Gruppe: | Polen      |
| Absteiger in die C-Gruppe:  | Frankreich |
| Aufsteiger in die B-Gruppe: | Bulgarien  |

## C-Weltmeisterschaft
in Brüssel u. a., Belgien

### Spiele und Abschlusstabelle
| Team              | BUL  | HUN  | BEL  | NED B | GBR  | ESP | Tore  | Punkte |
| ----------------- | ---- | ---- | ---- | ----- | ---- | --- | ----- | ------ |
| 1. Bulgarien      |      | 3:2  | 11:9 | 5:1   | 4:1  | 5:4 | 28:17 | 10:0   |
| 2. Ungarn         | 2:3  |      | 6:1  | 10:2  | 11:2 | 6:4 | 35:12 | 08:2   |
| 3. Belgien        | 9:11 | 1:6  |      | 5:5   | 11:1 | 6:4 | 32:27 | 05:5   |
| 4. Niederlande B  | 1:5  | 2:10 | 5:5  |       | 8:1  | 4:3 | 20:24 | 05:5   |
| 5. Großbritannien | 1:4  | 2:11 | 1:11 | 1:8   |      | 5:3 | 10:37 | 02:8   |
| 6. Spanien        | 4:5  | 4:6  | 4:6  | 3:4   | 3:5  |     | 18:26 | 00:10  |

Niederlande B trat außer Konkurrenz an

### Auf- und Absteiger
| Aufsteiger in die B-Gruppe: | Bulgarien  |
| Absteiger aus der B-Gruppe: | Frankreich |

### Auszeichnungen

#### Spielertrophäen
| Auszeichnung       | Spieler        | Team      |
| ------------------ | -------------- | --------- |
| Bester Torhüter    | Iwailo Assenow | Bulgarien |
| Bester Verteidiger | Zsolt Heffler  | Ungarn    |
| Bester Stürmer     | Bob Moris      | Belgien   |